# Jacob Sisters
De Jacob Sisters  (oorspronkelijk Geschwister Jacob) was een Duitse schlagergroep.
Ze bestond uit de zussen Johanna (1939-Offenbach am Main, 2015), Rosi (1941), Eva (1943) en Hannelore Jacob (1944-Neu-Isenburg, 2008).
Na het overlijden van Hannelore trad de groep nog als trio op. Johanna overleed na een longziekte op 76-jarige leeftijd.

## Biografie
De vier zussen komen uit het dorp Schmannewitz, een district van Dahlen, op de Dahlener Heide in de deelstaat Saksen. Ze begonnen hun carrière samen als de Schmannewitzer Heidelerchen in het Café Jacob van hun ouders in Schmannewitz. Ze traden later op in en rond Leipzig. Ze woonden de Musikhochschule Weimar bij, verhuisden in 1958 naar Duitsland en vervolgden hun studie in Frankfurt am Main.
Hier gaf Lia Wöhr hen een optreden in het televisieprogramma Zum Blauen Bock. In 1963 hadden ze hun grootste succes in Duitsland met de mars van de tuinkabouter (Adelbert, Adelbert, schenk mir einen Gartenzwerg ...), een coverversie van de titel van Billy Sanders, die oorspronkelijk zong over een Adelheid in zijn mars. In die tijd noemden ze zichzelf de Geschwister Jacob. In 1966 namen ze deel aan het Duitse Schlagerfestival. Hun nummer So ist ein Boy kwam binnen op #8. In 1968 namen ze de parodie Wärst du Dussel doch im Dorf geblieben op.
Ze hadden hun grootste internationale succes met optredens in Las Vegas en New York in de jaren 1960, waar ze optraden met Louis Armstrong, Sammy Davis jr. en Duke Ellington. Sindsdien hebben ze zichzelf Jacob Sisters genoemd. Sinds 1960 gaan ze vergezeld van witte poedels, die hun handelsmerk zijn geworden.
Eind jaren 1990 en begin jaren 2000 traden ze meerdere keren op als stergasten in het Madame Lothár Theater in Bremen, waar ze ook deelnamen aan een galashow in juni 2002 ter gelegenheid van het tienjarig bestaan van het theater.
Ze waren vaak betrokken bij televisie- en radioamusementsprogramma's, vooral in volksmuziekprogramma's zoals de tv-serie Feste der Volksmusik (ARD), Lieder sind die besten Freunde (Bayerischer Rundfunk) en Musikantenstadl (gezamenlijke productie van ORF, ARD en SF), maar ook in veel individuele programma's, gala- en oudejaarsshows, bijvoorbeeld in komische programma's zoals Schmidteinanders en in talkshows zoals Sellemols: The Jacob Sisters in SR in mei 2007.
Van 14 tot 23 januari 2011 nam Eva Jacob deel aan het vijfde seizoen van de RTL-show Ich bin ein Star - Holt mich hier raus! teil. Ze moest het junglekamp verlaten na de stemming van het publiek op 22 januari.

## Overlijden
In de nacht van 17 mei 2008 overleed Hannelore Jacob aan hartfalen als gevolg van longontsteking. De begrafenis vond plaats op de bosbegraafplaats Buchenbusch in Neu-Isenburg.
Johanna Jacob overleed op 25 november 2015 in het Sana Klinikum Offenbach aan complicaties van een beroerte. Ze werd naast haar zus Hannelore begraven.

## Discografie

### Singles
| Single met eventuele hitnotering(en) in de Nederlandse Top 40 | Datum van verschijnen | Datum van binnenkomst | Hoogste positie | Aantal weken | Opmerkingen |
| ------------------------------------------------------------- | --------------------- | --------------------- | --------------- | ------------ | ----------- |
| Träume der Liebe                                              | 1964                  | 02-01-1965            | 17              | 8            |             |